# Joana II de Borgonya
Joana II de Borgonya (francès: Jeanne de Bourgogne)  (Bracon, c. 1288 - Roye i París, 21 de gener de 1330) i Joana I d'Artois fou comtessa de Borgonya (1307-1330), comtessa d'Artois (1329- 1330), i reina consort de França (1316-1322).

## Biografia
Filla del comte Otó IV de Borgonya i la seva segona esposa, la comtessa Mafalda d'Artois. Era neta per línia paterna d'Hug de Chalon i Adelaida d'Andechs, i per línia materna de Robert II d'Artois i Amícia de Courtenay. Fou germana de Blanca de Borgonya, casada amb Carles IV de França.
Es casà el gener de 1307 a Corbeil amb el príncep i futur rei Felip V de França. D'aquesta unió nasqueren:
- la princesa Joana III de Borgonya (1308-1347), comtessa de Borgonya, casada el 1318 amb Eudes IV de Borgonya, duc de Borgonya
- la princesa Margarida I de Borgonya (1309-1382), comtessa de Borgonya, casada el 1320 amb Lluís I de Flandes[2]
- la princesa Isabel de França (1312-1348)[2]
- el príncep Felip de França (1313-1321)
- la princesa Blanca de França (1314-1358), religiosa[2]
- el príncep Lluís de França (1315-1317)

## Confinament
Fou confinada al castell de Gaillard amb les seves cunyades, Margarida de Borgonya i Blanca de Borgonya, casades respectivament amb els reis Lluís X i Carles IV. Aquestes últimes foren acusades d'adulteri i ella no cessà de reclamar la seva innocència, per la qual cosa també fou confinada.
Finalment el Parlament li retirà els càrrecs contra ella i pogué tornar a ocupar el seu lloc a la Cort francesa. Finalment el 9 de gener de 1317 fou coronada reina consort a Reims.
Va morir el 21 de gener de 1330 a Roye-en-Artois, i fou enterrada a la Catedral de Saint-Denis al costat del seu espòs.